# 192 Nausikaja
192 Nausikaja (mednarodno ime 192 Nausikaa) je velik asteroid tipa S v glavnem asteroidnem pasu. 

## Odkritje
Asteroid je odkril avstrijski astronom Johann Palisa 17. februarja 1879 v Pulju . Imenuje se po Nausikaji (princesa v Homerjevi Iliadi) iz grške mitologije.

## Lastnosti
Asteroid Nausikaja obkroži Sonce v 3,73 letih. Njegova tirnica ima izsrednost 0,246, nagnjena pa je za 6,816° proti ekliptiki. Njegov premer je 103,26 km, okoli svoje osi se zavrti v 13,622 h. 
Asteroid ima na površini snovi bogate s silicijem.

## Naravni satelit
Na osnovi svetlobnih krivulj predvidevajo, da bi asteroid lahko imel spremeljevalca oziroma naravni satelit (luno). Tega pa še niso potrdili .